# Сара Маклахлан
Сара Енн Маклахлан (англ. Sarah Ann McLachlan; нар. 28 січня 1968, Галіфакс, Нова Скотія, Канада) — канадська поп-співачка та авторка пісень, відома емоційними баладами та мецо-сопрано. У 1988 випустила дебютний студійний альбом «Touch». Станом на 2009 продала понад 30 мільйонів копій своїх альбомів. Найбільшим альбомом-бестселером Маклахлан вважається її платівка «Surfacing», за яку вона виграла дві Греммі та чотири Джуно.
На додаток до музичної кар'єри, Маклахлан заснувала феміністський музичний фестиваль Lilith Fair, який представляє жінок-музиканток, котрі не були відомими досі. Турне Lilith Fair проводилося між 1997 та 1999, пізніше поновилося влітку 2010.
У 2016 випустила свій дев'ятий студійний альбом «Wonderland».

## Біографія
Народилася 28 січня 1968 року в Галіфакс.

## Дискографія
- Touch (1988)
- Solace (1991)
- Fumbling Towards Ecstasy (1993)
- Surfacing (1997)
- Afterglow (2003)
- Wintersong (2006)
- Laws of Illusion (2010)
- Shine On (2014)
- Wonderland (2016)